# El Jorullo
O EL Jorullo é um vulcão situado em Michoacán, no centro do México, na vertente sudoeste do planalto central, a cerca de 53 km de Uruapan (que é conhecida por ficar localizada na área denominada de campo vulcânico de Michoacán-Guanajuato), que se eleva a 3170 m de altitude.
O El Jorullo tem quatro cones menores, que cresceram a partir dele, sendo um dos dois vulcões que se desenvolveram na história recente do México, o outro é o Paricutín, 183 anos mais novo e assim chamado por ter destruído uma povoação com este nome, que se encontra 80 km a sudoeste do El Jorullo.
As aberturas deste vulcão estão alinhadas de nordeste para sudoeste e a lava que já brotou por estas aberturas cobre 9 km² em redor do vulcão. As erupções mais recentes produziram lavas com teores de sílica mais elevados, tornando-as mais espessas que as anteriores, onde dominava o basalto e o andesito. A cratera tem aproximadamente 150 metros de profundidade e 400 por 500 metros de superfície.
O início da formação do El Jorullo ocorreu a 29 de setembro de 1759, data em que se registou a primeira erupção deste vulcão, tendo-se verificado a ocorrência de vários sismos antes deste dia. A paragem da erupção aconteceu muito após o seu início, uma vez que foram precisos quinze anos para que parasse. O El Jorullo não se desenvolveu num campo de milho, como o Paricutín, mas foi destruir uma área de cultivo bastante rica.
Nas seis primeiras semanas de existência o vulcão elevou-se 250 metros. As erupções registadas cobriram as imediações com fluxos de lama e água, para além da precipitação de cinzas. Apenas os últimos fluxos de lava não foram cobertos por esta queda de cinza.
As erupções registadas no período final dos quinze anos foram puramente magmáticas, portanto o El Jorullo não libertou mais fluxos de água nem de lama. A primeira erupção, com quinze anos de duração, foi também a última erupção do El Jorullo, sendo a mais longa alguma vez registada para este tipo de vulcão.
O El Jorullo e o seu vizinho Paricutín elevam-se ambos numa área conhecida pelos seus vulcões, a cintura vulcânica mexicana, uma região que se alonga por 700 milhas atravessando o sul do México na direcção este-oOeste. Os geólogos afirmam que as erupções depositaram uma camada de rocha vulcânica com 6000 pés de espessura, criando um planalto fértil, que devido a à particular riqueza do solo acabou por tornar esta cintura uma das regiões mais populosas do México.
Apesar de a região conter três das quatro maiores cidades mexicanas, a Cidade do México, Puebla e Guadalajara, no início da década de 1940 era ainda um local calmo habitado pelos índios Tarascan.